# آروندای سینگ
آروندای سینگ (به انگلیسی: Arunoday Singh)(زاده ۱۷ فوریه ۱۹۸۳) بازیگر هندی است.
از فیلم‌هایی که وی در آن نقش داشته است می‌توان به آقای ایکس، باج‌گیری و زندگی این سال اشاره کرد.

## فیلم شناسی
- من قهرمان تو هستم
- آقای ایکس
- باج‌گیری
- زندگی این سال
- عشق در هر فوت مربع